# Dagpengeforsikring
Dagpengeforsikring er en dansk dokumentarfilm fra 1977 med ukendt instruktør.

## Handling
Denne artikel mangler et handlingsreferat. Hjælp os med at skrive det.